# Villersexel
Villersexel (deutsch veraltet Sechsweiler) ist eine Gemeinde im französischen Département Haute-Saône und Hauptort des gleichnamigen Kantons.

## Geographie
Der Ort liegt in leicht hügeliger Landschaft oberhalb des Flusses Ognon, an der Einmündung seines linken Nebenflusses Scey, etwa 46 Kilometer nordöstlich von Besançon, 24 km südöstlich von Vesoul und 30 Kilometer westlich von Montbéliard.

### Benachbarte Gemeinden
Aillevans im Norden, Saint-Sulpice im Nordosten, Villers-la-Ville im Osten, Les Magny im Süden, Autrey-le-Vay im Südwesten, Moimay im Westen und Oppenans im Nordwesten.

## Geschichte
Villersexel dürfte seinen Namen – gleich anderer Nachbargemeinden wie Uzelle – im 7. Jahrhundert von durchziehenden sächsischen Thüringern erhalten haben.
Das Gefecht bei Villersexel am 9. Januar 1871 war eine Episode des Deutsch-Französischen Krieges.

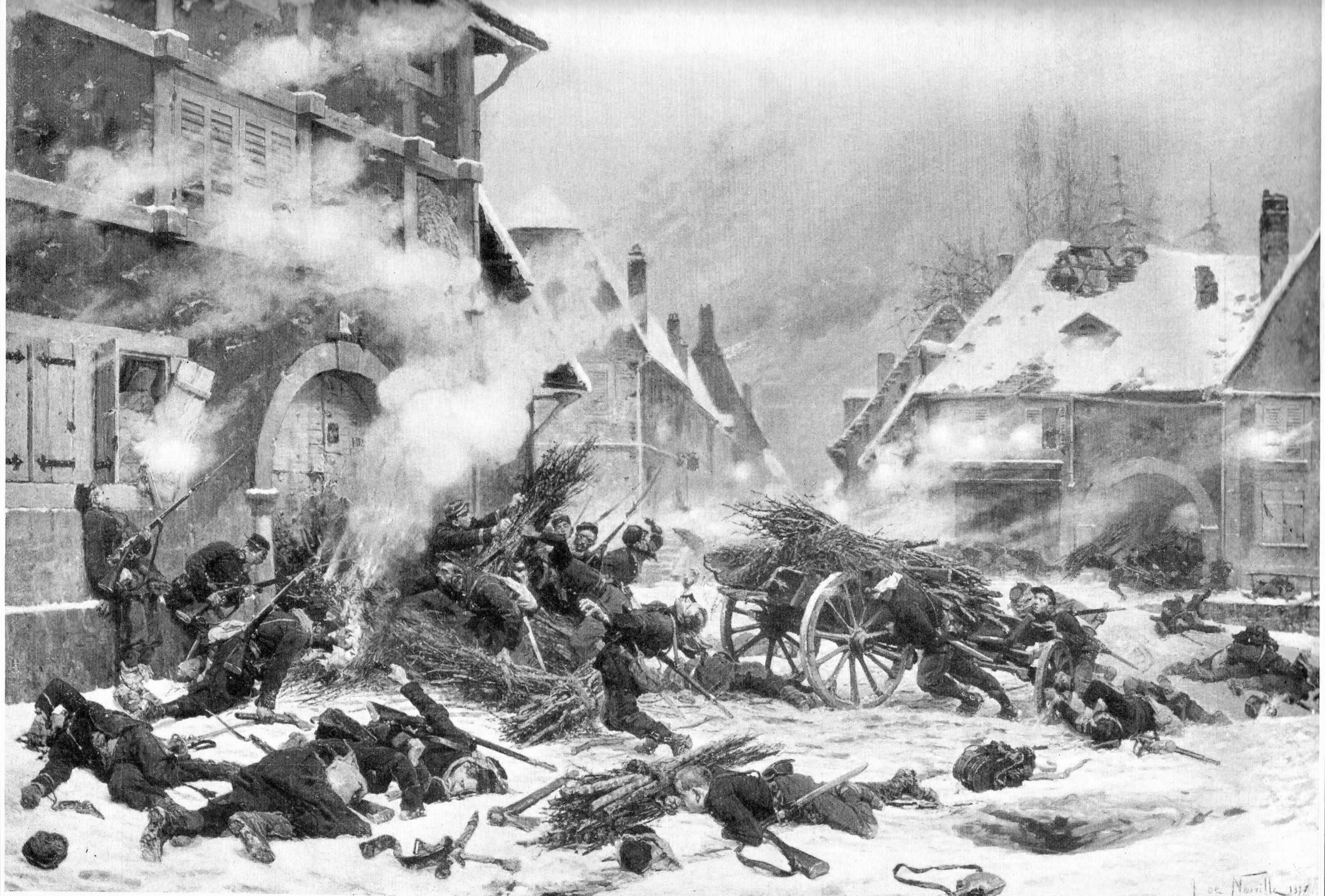
Gefecht bei Villersexel
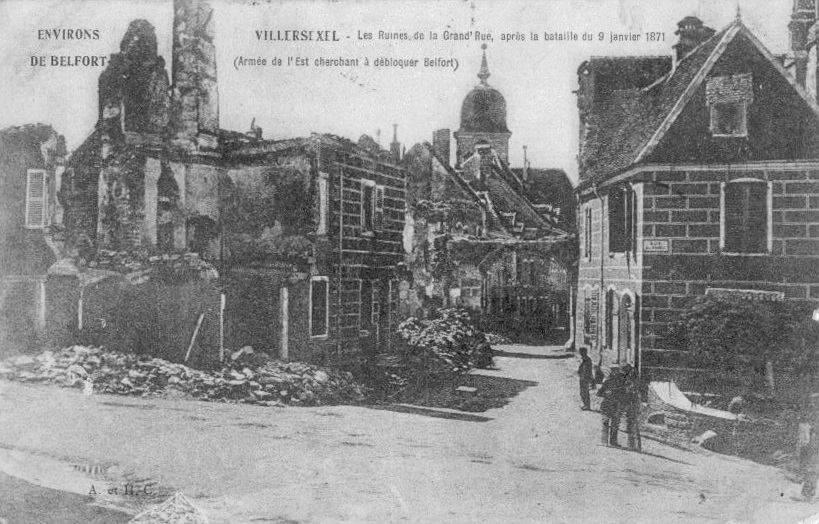
Blick auf die Zerstörung von Villersexel
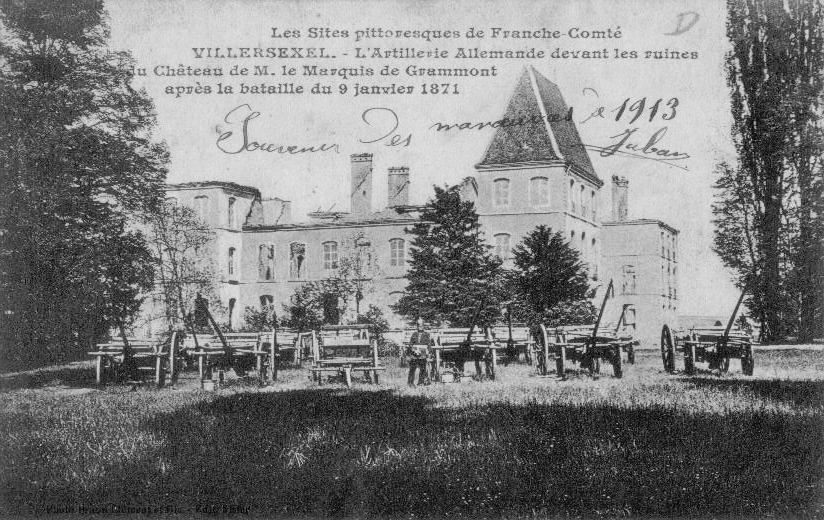
Deutsche Artillerie vor den Ruinen des Schlosses

Seit 2000 ist Villersexel Mitglied und Sitz des 33 Ortschaften umfassenden Gemeindeverbandes Communauté de communes du Pays de Villersexel (CCPV).

## Bevölkerung
| Jahr                       | 1962 | 1968 | 1975 | 1982 | 1990 | 1999 | 2006 | 2018 |
| Einwohner                  | 1124 | 1191 | 1326 | 1516 | 1460 | 1444 | 1423 | 1428 |
| Quellen: Cassini und INSEE |      |      |      |      |      |      |      |      |

## Bauwerke und Sehenswürdigkeiten

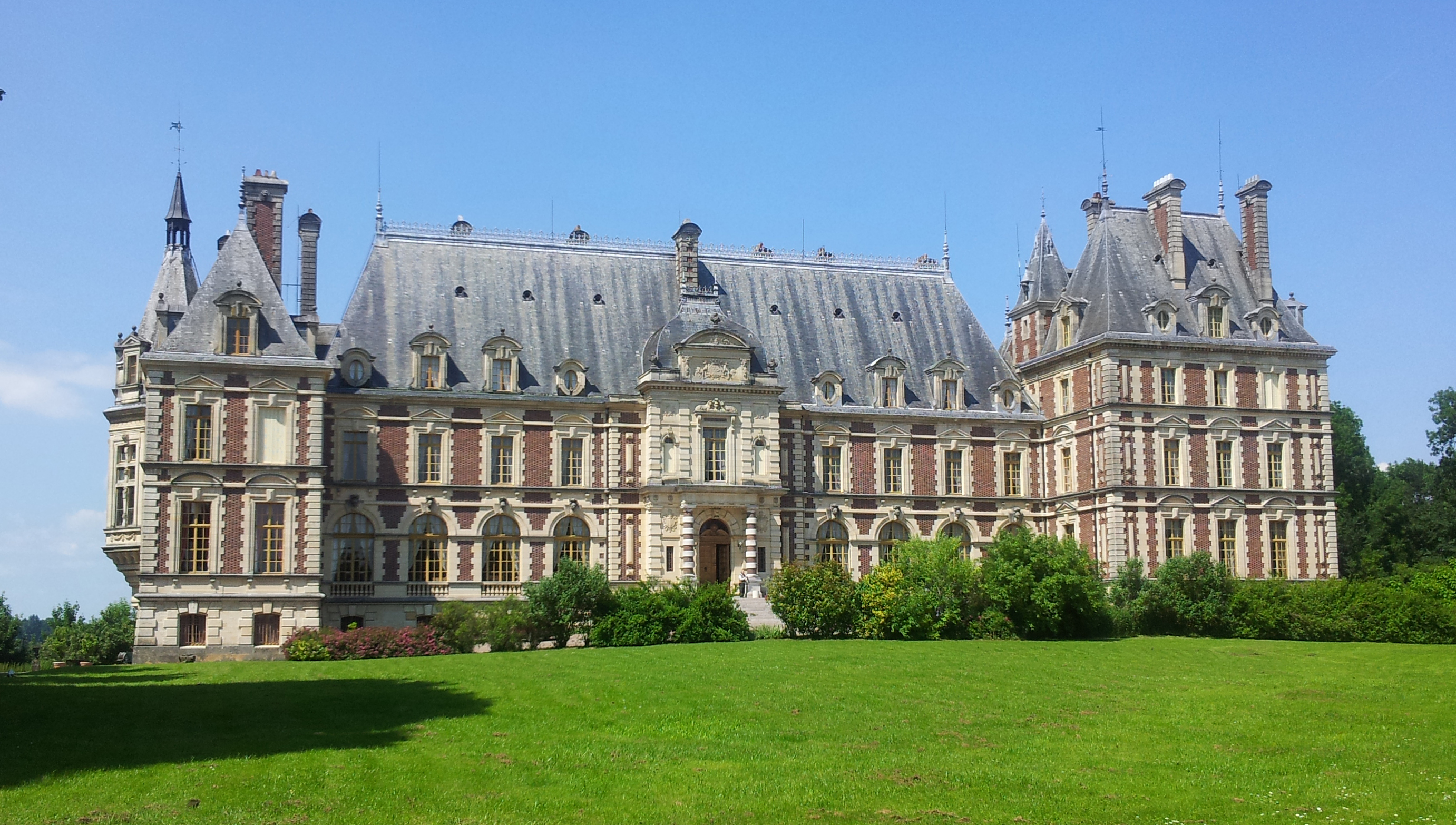
Schloss Les Grammont

- Kirche Saint-Nicolas (wiedererrichtet zwischen 1755 und 1758, Fassade und Turm von 1780)
- Pfarrhaus (1753)
- Schloss Les Grammont (1882 wiedererrichtet an Stelle eines 1871 zerstörten Vorgängerbaus, heute Hotel)
- Hôpital de Grammont (1753)

## Verkehr
Villersexel liegt etwas abseits der großen Straßenverkehrsströme und ist nur über Departementsstraßen (D 9 von Vesoul und Montbéliard, D 486 von Lure und D 50 von Baume-les-Dames) erreichbar. Die nächstgelegene Autobahn ist die A 36/E 60, die man über die D 50 an der ca. 20 km entfernten Anschlussstelle Baume-les-Dames erreicht.
Die 2011 eröffnete Hochgeschwindigkeitsbahnstrecke LGV Rhin-Rhône führt 1,5 km südwestlich am Ort vorbei. Die Gemeinde hatte an der Bahnstrecke Montbozon–Lure einen Bahnhof. Die Strecke wurde zuletzt für den Materialverkehr des Baus der LGV benutzt, die Verbindungsbahn von der Base Travaux zur LGV wurde 2012 zur Umgehungsstraße des Ortes umgebaut.

## Partnerstadt
- Schönau im Schwarzwald, Deutschland